# مالكوم ستيوارت بويلان
مالكوم ستيوارت بويلان (بالإنجليزية: Malcolm Stuart Boylan) هو كاتب سيناريو أمريكي، ولد في 13 أبريل 1897 في شيكاغو في الولايات المتحدة، وتوفي في 3 أبريل 1967 في هوليوود في الولايات المتحدة.

## وصلات خارجية
- مالكوم ستيوارت بويلان على موقع IMDb (الإنجليزية)
- مالكوم ستيوارت بويلان على موقع ألو سيني (الفرنسية)
- مالكوم ستيوارت بويلان على موقع أول موفي (الإنجليزية)
- مالكوم ستيوارت بويلان على موقع قاعدة بيانات الأفلام السويدية (السويدية)
- مالكوم ستيوارت بويلان على موقع قاعدة بيانات الفيلم (الإنجليزية)
- مالكوم ستيوارت بويلان على موقع كينوبويسك (الروسية)